# Timonius oreophilus
Timonius oreophilus är en måreväxtart som beskrevs av Henry Nicholas Ridley. Timonius oreophilus ingår i släktet Timonius och familjen måreväxter. Inga underarter finns listade i Catalogue of Life.